# Wwise
Wwise® (ワイズ：Wave Works Interactive Sound Engine)は、カナダのモントリオールに本社をもつAudiokinetic社により開発されたオーディオミドルウェアで、商用ビデオゲーム開発者には有料ライセンス、非商用ユーザーには無償で提供されている。Wwiseはオーディオオーサリングツールとクロスプラットフォームのサウンドエンジンが搭載されており、近年ではゲーム業界、自動車業界、遊園地・アミューズメント業界向け等、多様な業界で採用されている。
2019年1月31日にはAudiokineticがSIEの完全子会社になったが、Sony以外のプラットフォームにも引き続き提供されている。

## 概要
Wwiseオーサリングアプリケーションは、GUIを利用しオーディオ制作のあらゆる側面を一元化するミドルウェアである。このインターフェースの機能により、サウンドデザイナーは以下の機能を利用することができる。
- ビデオゲームで使用するオーディオファイルのインポート
- オーディオプラグインエフェクトの適用
- リアルタイムでミックス
- ゲームステートの定義
- オーディオ環境のシミュレーション
- サウンド統合の管理
- Windows Spatial Audio API、またはDolby Atmosを適用します。

Wwiseでは、ゲーム内で直接オンザフライのオーディオオーサリングが可能であり、開発者はローカルネットワークを介して、別のホストでゲームをプレイしている間に、サウンドエフェクトや細かなサウンドビヘイビアを作成、試聴、微調整することが可能である。

## 利用可能プラットフォーム
Wwise supports the following platforms:
- Android
- iOS
- Linux
- Mac
- Nintendo 3DS
- PlayStation 3
- PlayStation 4
- PlayStation Vita
- Wii
- Wii U
- Nintendo Switch
- Microsoft Windows
- Windows Phone 8
- Xbox 360
- Xbox One

## 採用された作品
- 鉄拳7
- エースコンバット7 スカイズ・アンノウン
- オーバーウォッチ 他